# Dominik Kraut
Dominik Kraut (* 15. leden 1990) je český fotbalový útočník hrající od roku 2015 za FC Hlučín. Jeho otcem je bývalý prvoligový fotbalista Petr Kraut.

## Klubová kariéra
Svoji fotbalovou kariéru začal tento útočník v FC Baník Ostrava (do A-mužstva se dostal na konci sezony 2008/09). Na podzim 2010 hostoval v FK Ústí nad Labem. V únoru 2014 přestoupil do 1. FK Příbram. V nejvyšší soutěži odehrál 114 utkání (stejně jako jeho otec), v nichž dal 11 branek.
Od ročníku 2014/15 byl na ročním hostování bez opce ve druholigovém klubu FC Fastav Zlín, který v sezóně 2014/15 skončil na třetím místě tabulky, přesto postoupil po odřeknutí účasti FK Varnsdorf do 1. české ligy. Následující sezónu pak hostoval v Hlučíně, kterému dopomohl 15 góly k 5. místu v Moravskoslezské fotbalové lize.